# مستصفرة الشويعرة
مستصفرة الشويعرة (الاسم العلمي: Xanthomonas bromi) هي نوع من البكتيريا يتبع جنس المستصفرة من الفصيلة المستصفرية.